# Ультраметрическое пространство
Ультраметрическое пространство — особый случай метрического пространства, в котором метрика удовлетворяет усиленному неравенству треугольника:
{\displaystyle d(x,z)\leqslant \max\{d(x,y),d(y,z)\}}
Такую метрику называют ультраметрикой. Проще говоря, в ультраметрическом пространстве нельзя получить большее расстояние, складывая меньшие, то есть не соблюдается «принцип Архимеда».

## Определение
Ультраметрическое пространство — это пара {\displaystyle (M,d)}, где {\displaystyle M} — множество, а {\displaystyle d\colon M\times M\to \mathbb {R} } — вещественнозначная функция на нём, также называемая метрикой, удовлетворяющая следующим условиям:
1. {\displaystyle d(x,y)\geqslant 0,d(x,y)=0\iff x=y} (положительная определённость)
2. {\displaystyle d(x,y)=d(y,x)} (симметричность)
3. {\displaystyle d(x,z)\leqslant \max\{d(x,y),d(y,z)\}} (сильное неравенство треугольника)

Ультраметрическое пространство отличается от метрического тем, что неравенство треугольника заменено на усиленное неравенство треугольника.

## Свойства
- Всякий треугольник является равнобедренным, причём если не все его стороны равны, то одна — короче, чем две других.
- Всякая точка шара является его центром.
- Если два шара имеют общую точку, то либо они совпадают, либо один целиком содержит другой.
- Топология ультраметрического пространства является вполне разрывной.

## Примеры
- Дискретная метрика (то есть расстояние между двумя точками равно 0, если они совпадают, и 1 если не совпадают) является ультраметрикой.
- Метрика на {\displaystyle 1,2,\dots ,n,\dots } такая, что {\displaystyle d(n,m)=d_{n}} при {\displaystyle n<m}, и {\displaystyle d_{1}\geqslant d_{2}\geqslant ...d_{n}\geqslant ...\geqslant 0}.
- Множество слов произвольной длины некоторого алфавита {\displaystyle \Sigma } с ультраметрикой, заданной как {\displaystyle d(a,b)=2^{-n}}, где {\displaystyle n} — номер первого символа, различного в словах {\displaystyle a} и {\displaystyle b}.
- p-адические числа образуют ультраметрическое пространство с естественной ультраметрикой.
- Модели, наделённые естественной ультраметрикой, возникают в теории информации при исследовании последовательностей символов и в физике твёрдого тела при изучении спиновых стёкол.